# Station Ascq
Het station Ascq (Frans: Gare d'Ascq) is het centrale treinstation van het Noord-Franse dorp Ascq, nu onderdeel van de stad Villeneuve-d'Ascq.

## Geschiedenis
Halverwege de negentiende eeuw ontwikkelt de industrie zich snel rondom Rijsel en vooral Roubaix. De aanleg van de spoorweg ontsluit Ascq in 1865 richting Rijsel, waarvoor de bouw van het station wordt gerealiseerd en in 1885 door de kolenlijn richting Roubaix en Halluin. Deze lijn van Somain naar Halluin is tegenwoordig grotendeels verdwenen, maar een restant van een brug is nog zichtbaar in het veld buiten Ascq. Deze nieuwe vervoermiddelen zorgen ervoor dat de textielindustrie, de metaalindustrie en de voedselindustrie zich ontwikkelen in Ascq.
Tijdens de Tweede Wereldoorlog gaan talrijke Duitse treinen via het station Ascq, dat Rijsel met België verbindt. De verzetsstrijders proberen deze treinen te saboteren. In de nacht van 1 april 1944 wordt er een goederentrein gesaboteerd. Bij de sabotage, waarbij de locomotief ontspoort, komen geen bezetters om. Wel blijkt het een geblindeerd troepentransport van de Hitlerjugend te zijn. De nazi's nemen wraak door 86 mannen af te slachten: het Bloedbad van Ascq.

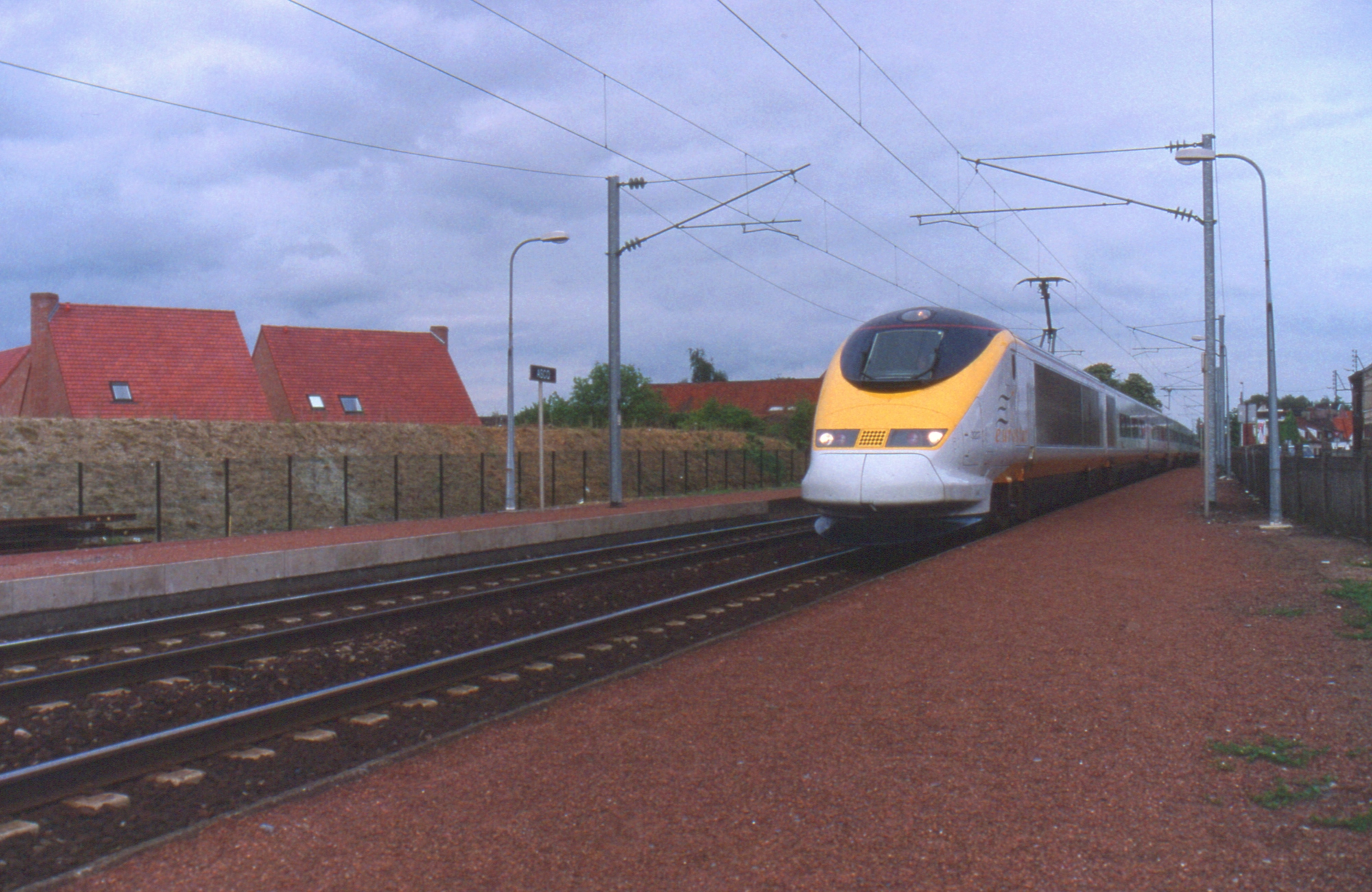
Eurostar Brussel-London in het station Ascq in 1996

In de jaren '90, in afwachting van de aanleg van de vrije spoorbaan, reden de Thalys- en Eurostartreinen naar België dagelijks langs station Ascq. Tegenwoordig rijden deze treinen verderop.

## Lijnen
- 269 000 Fives - Baisieux

## Treindienst
| Serie         | Treinsoort      | Route                           | Bijzonderheden |
| ------------- | --------------- | ------------------------------- | -------------- |
| P 81 IC 19900 | TER (SNCF/NMBS) | Lille-Flandres – Ascq – Doornik |                |

## Museum in de oude goederenoverslag
Station Ascq herbergt in de oude goederenoverslag een klein spoorwegmuseum, 'de Treinenhal' genaamd en gerund door de vereniging AAATV.. Men vindt er een stoomlocomotief 141 TC 51 en een elektrische locomotief BB 12004, evenals volledig opgeknapte bedieningspanelen (BB16500, A1A-A1A62000, CC40100), signalen, bedieningspanelen en verschillende spoorwegmaterialen.
Het museum is iedere tweede zaterdag van de maand (van maart tot en met november) geopend van 14:00 tot 18:00 uur.

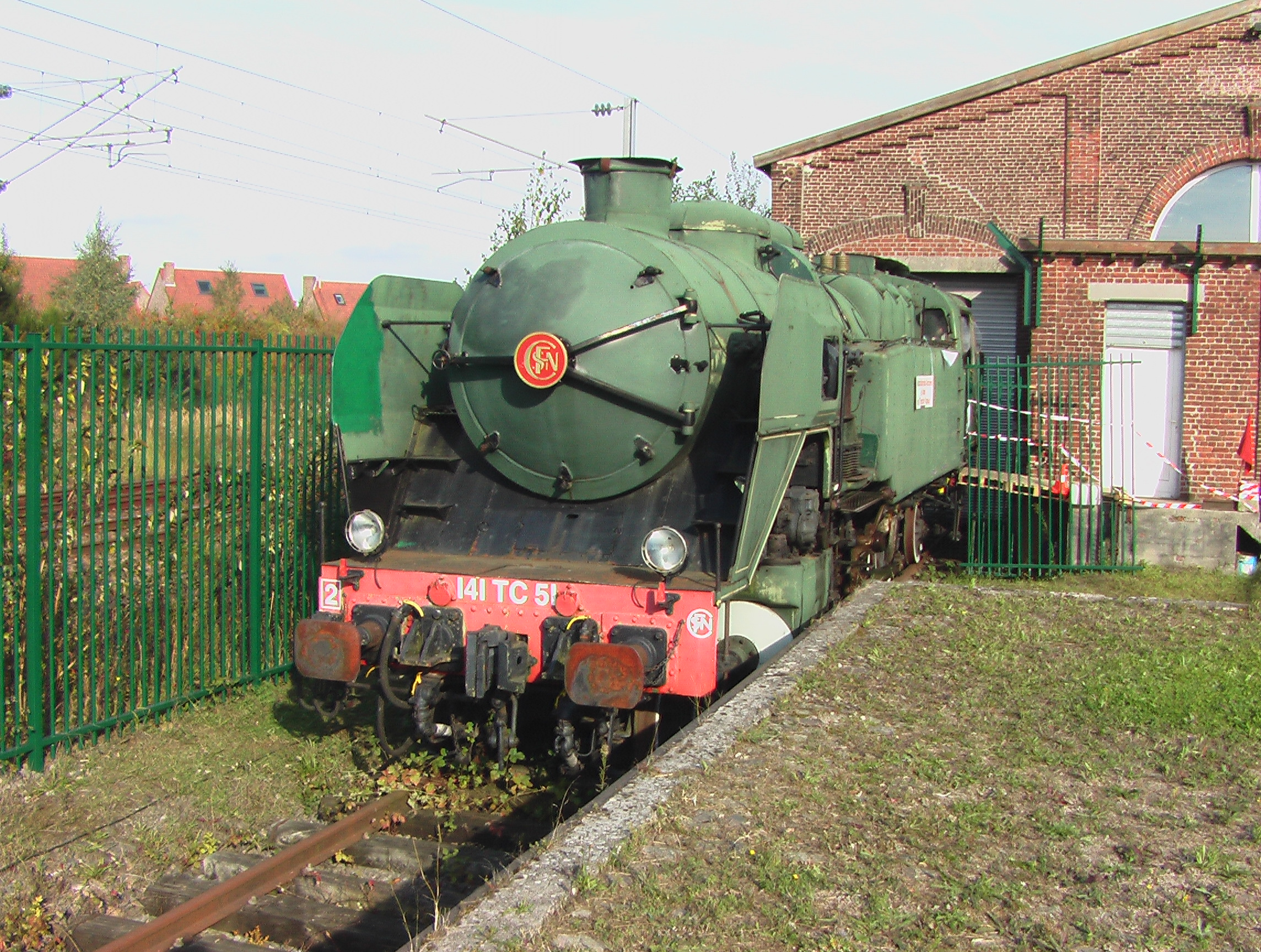
De 141 TC 51
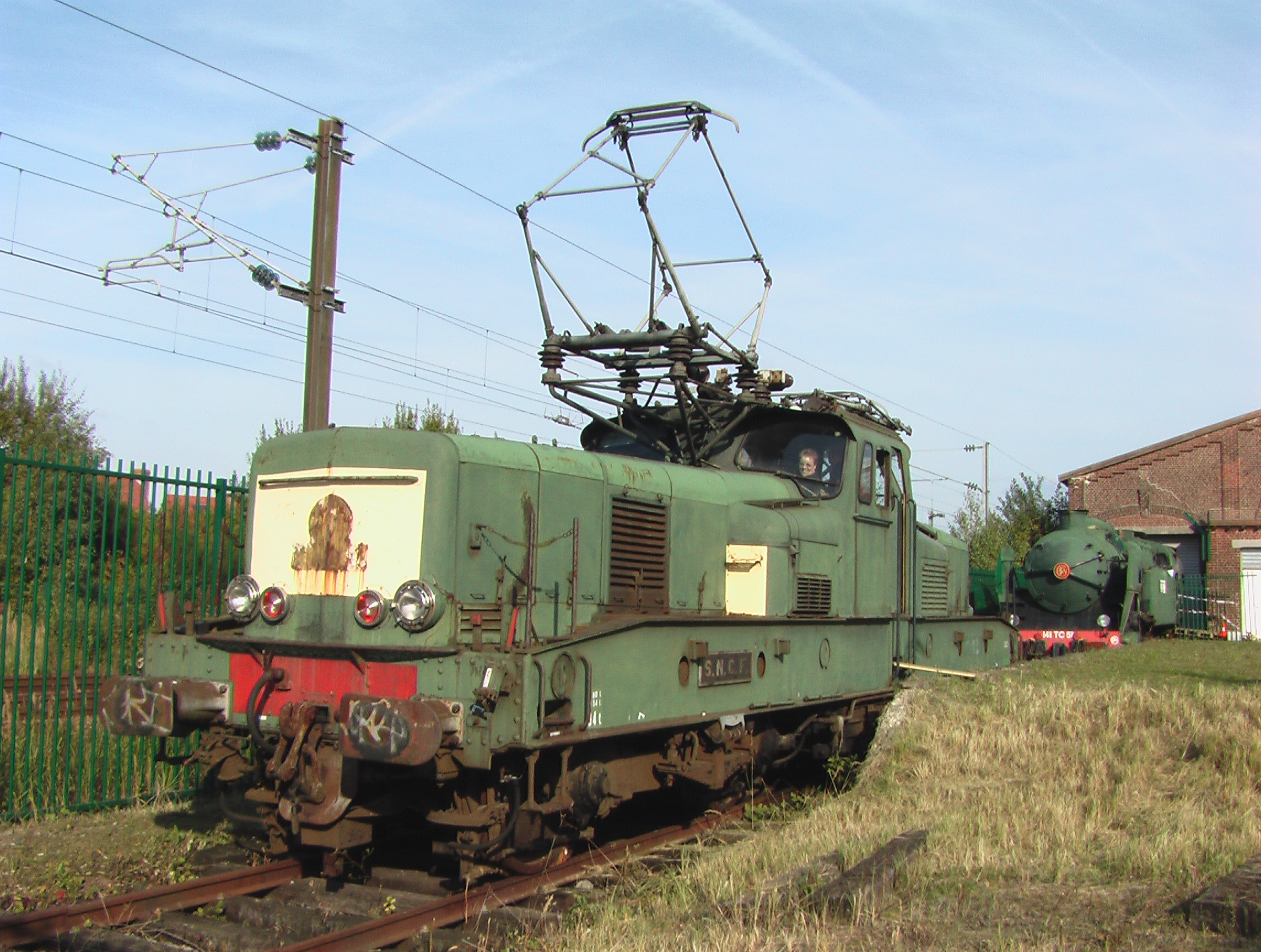
De BB 12004

## Foto's

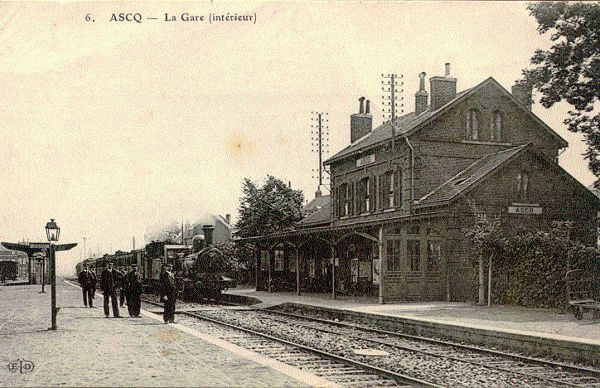
Gare d'Ascq, omstreeks 1900
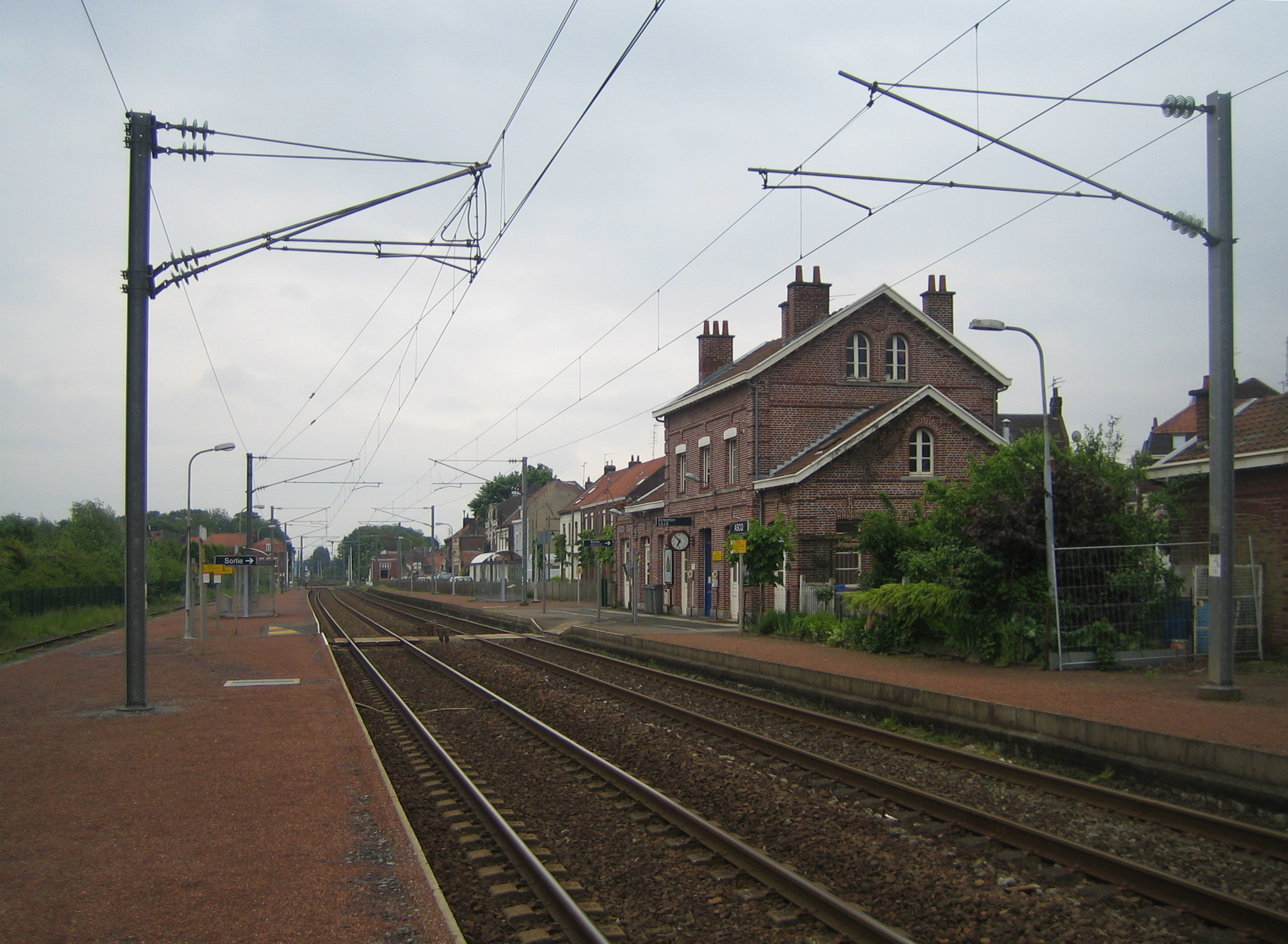
Gare d'Ascq, vanuit het oosten gezien
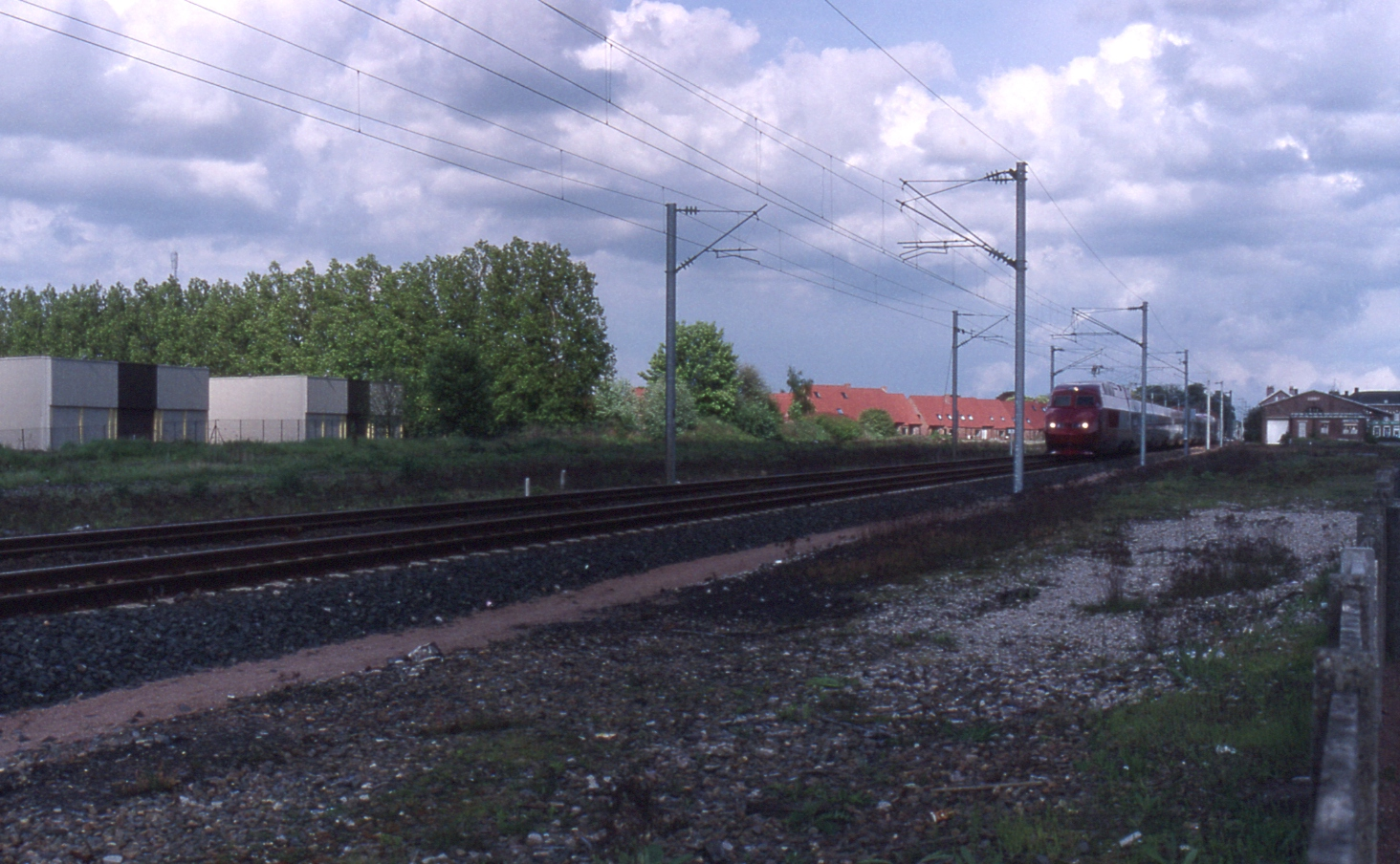
Een Thalys Amsterdam-Parijs passeert het station in 1996
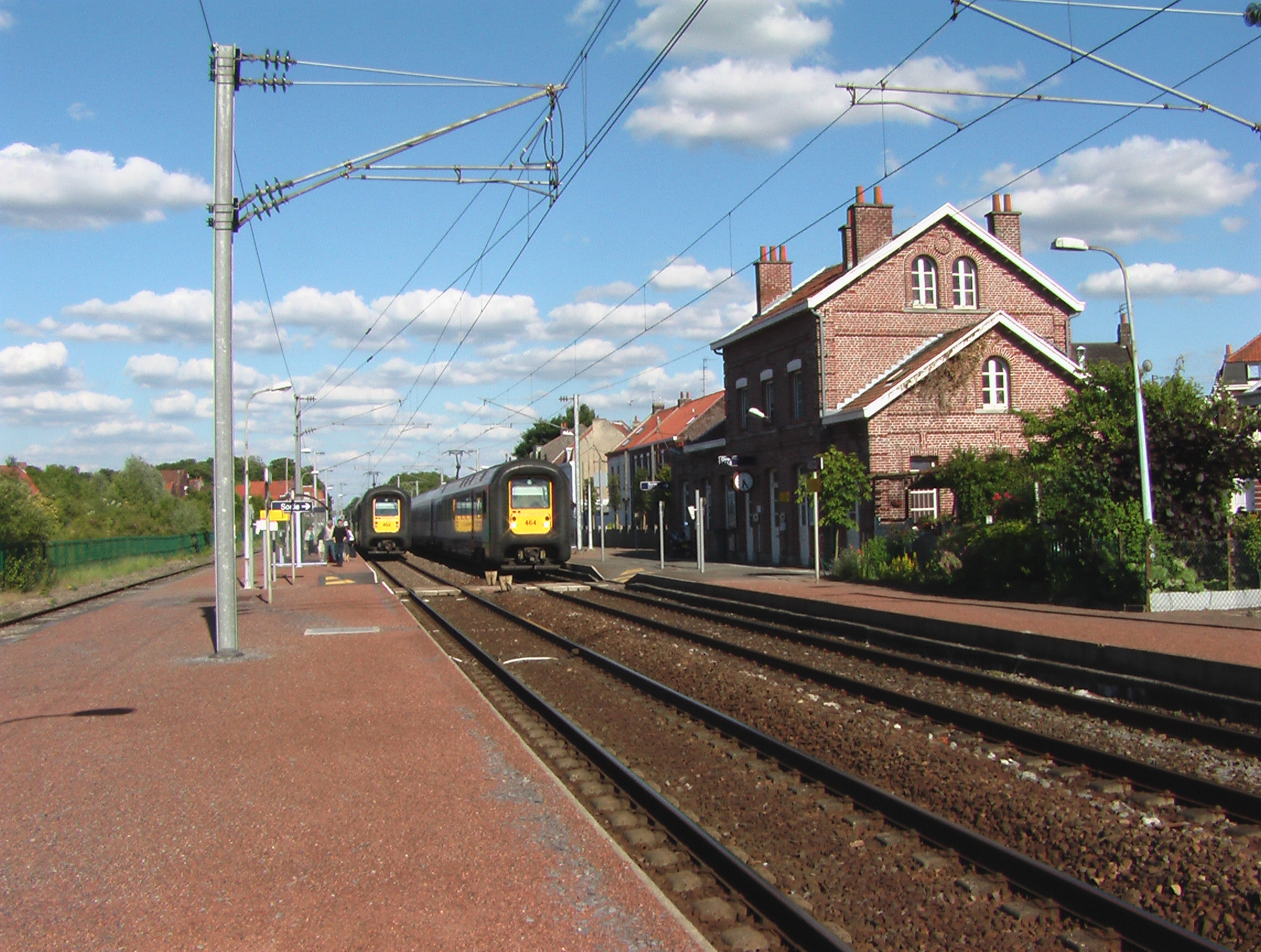
Twee Belgische treinen in het station